# HMS Hasslö (M64)
HMS Hasslö (M64) var en minsvepare i svenska flottan av Arkö-klass. Fartyget såldes 1990 och låg till 2007 i dåligt skick i Svindersviken i Nacka. Flyttades därefter från platsen för att ge plats åt bostäder. Vidare öden okända. Såldes 1990 ihop med HMS Styrsö (M61), Hasslö ligger nu sjunken/ sänkt efter 2007 vilar nu någonstans i  Stockholms inlopp. Idag vilar HMS Hasslö på ca 50 meters djup, 